# Seznam belgijskih zgodovinarjev
Seznam belgijskih zgodovinarjev.

## B
- Herman Balthazar

## C
- Philippe de Commines

## D
- Pierre de Decker

## G
- José Gotovitch

## H
- Léon Halévy (tudi dramatik)

## J
- Jacques Joset (medievist, hispnanist)

## L
- Marcel Liebman

## M
- Anne Morelli

## N
- Paul Van Nevel

## O
- Jean d'Outremeuse

## P
- Henri Pirenne

## S
- Maxime Steinberg
- Jean Stengers